# Apona alticola
Apona alticola är en fjärilsart som beskrevs av Clayton Dissinger Mell 1937. Apona alticola ingår i släktet Apona och familjen Eupterotidae. Inga underarter finns listade i Catalogue of Life.